# Tysowica
Tysowica (ukr. Тисовиця) – wieś w rejonie samborskim (do 2020 roku w rejonie starosamborskim) obwodu lwowskiego Ukrainy. Miejscowość liczy około 728 mieszkańców. Leży nad rzeką Dniestr. Jest siedzibą silskiej rady. Pierwsza wzmianka o wsi pochodzi z 1563.
Wieś należała do ekonomii samborskiej.
W 1921 liczyła około 892 mieszkańców. Przed II wojną światową należała do powiatu starosamborskiego.

## Ważniejsze obiekty
- Cerkiew greckokatolicka